# Il segreto di Rebecca
Il segreto di Rebecca (Rebecca's Tale) è un romanzo scritto da Sally Beauman nel 2001 ed è il secondo seguito del libro Rebecca, la prima moglie di Daphne du Maurier.

## Trama
La storia narra della misteriosa Rebecca, la prima moglie di Maxim de Winter; cercando di comprendere cosa si celi dietro alla sua scomparsa, indagherà il giovane storico Terence Gray.

## Edizioni
- Sally Beauman, Il segreto di Rebecca, traduzione di Balducci G., collana Super bestseller, Sperling & Kupfer, 2003,  p. 467, ISBN 88-8274-552-X.